# Sewerynówka (rejon maniewicki)
Sewerynówka (ukr. Севери́нівка) – wieś na Ukrainie, w obwodzie wołyńskim w rejonie maniewickim. Liczy 252 mieszkańców.